# Curopalate
La dignité de curopalate (latin : curopalates ou curopalata, littéralement « soin du palais » ; grec : κουροπαλάτης, Kouropalatēs) fut d’abord une fonction de la cour impériale byzantine avant de devenir l’un des titres les plus prestigieux du VIe au XIIe siècle. Réservée aux membres de la famille impériale et à divers rois et princes du Caucase, elle finit par se déprécier et être reléguée à la fin des listes de préséance avant de tomber en désuétude sous les Paléologues. L’épouse d’un curopalate portait le titre de kouropalatissa.

## Historique de la dignité

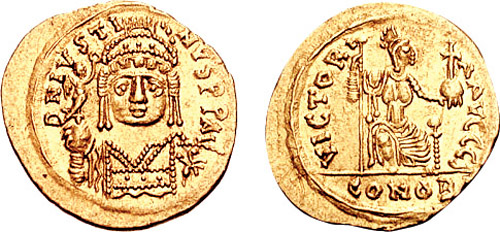
La dignité de curopalate prit une nouvelle importance lorsque Justinien Ier la conféra à son neveu et successeur, Justin II, représenté ici sur un solidus d'or.

La fonction apparaît pour la première fois sous la forme curapalati au Ve siècle. Elle désigne alors un fonctionnaire subalterne qui a rang de vir spectabilis, quelquefois d’illustris, placé sous l’autorité du castrensis palatii, administrateur du palais impérial. Il y a tout lieu de croire qu’au cours du Ve siècle, une nouvelle fonction de curopalate est créée, indépendante du castrensis palatii et dont la fonction principale est la protection du palais. Chef de la garde palatine, le nouveau curopalate  est sous les ordres du maître des offices. 
Déjà, sous Justin Ier (né vers 450, emp. 518, mort 527), un curopalate, qui a rang de patrice, marie sa petite-fille au roi des Lazes, ce qui laisse supposer un personnage d’une certaine importance. Celle-ci se confirme lorsque le successeur de Justin Ier, Justinien Ier (né vers 482, emp. 527, mort 565), confère le titre à son neveu et héritier Justin II (emp. 565, mort 578). Il s’agit déjà d’un titre plutôt que d’une fonction, car si les empereurs de l’époque utilisent fréquemment des membres de leur famille comme généraux, ils se gardent cependant de leur conférer des dignités allant de pair avec une autorité pouvant représenter un danger. Les choses changent toutefois sous Héraclius dont le pouvoir est mal assuré au départ et qui utilise ses parents pour asseoir sa propre autorité. C’est ainsi qu’il confère le titre de curopalate à son frère, Théodore, qui commande les armées contre les Perses et les Arabes. Léon III s’en sert pour parvenir au trône en s’alliant au stratège du thème des Arméniaques, Artabasde, à qui il promet la main de sa fille et le titre de curopalate. 
Bientôt, cette dignité est réservée aux membres de la famille impériale. On la trouve mentionnée dans le Klētorologion de Philothée (recueil des dignités et préséances de la cour datant de 899) immédiatement après celles de césar et de nobilissimus, deux titres également réservés aux membres de la famille impériale,. Cette politique est maintenue par les dynasties suivantes. Nicéphore Phocas, par exemple, combla ses proches d’honneur : Bardas Phocas l'Ancien, son père, est créé césar, alors que Léon, son frère, devient curopalate et logothète.
À partir du VIe siècle, elle est également conférée à des membres d'autres familles régnantes, notamment du Caucase. C’est ainsi que, de 580 à 1060, seize princes et rois du Caucase sont ainsi honorés, privilège qui est également étendu à partir de 635 à divers princes arméniens,.
Sous les derniers Macédoniens, et surtout sous les Doukas, le relâchement de la bureaucratie byzantine conduit à une dépréciation des titres en raison de concessions massives sous le régime de la noblesse des fonctionnaires. Elle a alors cessé d’être une fonction, les tâches qui l’accompagnaient ayant été progressivement transmises au protovestiarios, dont les fonctions ont également évolué à partir du IXe siècle vers le domaine militaire (conduite des armées, enquêtes sur les conspirations, etc.),.
Alexis Comnène (né vers 1057, emp. 1081, mort 1118) réforme le système en profondeur. Seules les trois plus hautes dignités (césar, nobélissime et curopalate) survivent à cette réforme, tout en perdant de leur importance. Alexis a en effet créé le nouveau titre de sébastokrator pour son frère Isaac, lequel prend préséance sur celui de césar. La dignité de curopalate est dès lors accordée, à titre honorifique, à des généraux même extérieurs à la famille impériale. Les procès-verbaux du concile tenu aux Blachernes sous Manuel Comnène en 1166 mentionnent les protocuropalates et les curopalates en toute fin de liste. Il n’est donc pas surprenant qu’au XIe siècle, ce titre ait été refusé par Robert Guiscard au nom de son fils, Bohémond, et par Roussel de Bailleul, que l’empereur tentait ainsi d’amener à ne pas envahir les territoires de l’Italie du Sud. Si le titre se maintient sous les Paléologues, il est rarement utilisé.
Au XIe siècle, la roga (pension annuelle) du curopalate est de 32 livres, soit 2 304 nomismata, équivalent à 7,83 kilogrammes d’or,.

## Attributs du dignitaire
L'importance attachée à cette dignité, comme la plupart de celles utilisées à Byzance, a considérablement évolué au cours des siècles. C’est pourquoi il faut établir une distinction entre « fonction » et « titre », ces derniers n’étant souvent que d’anciennes fonctions ayant perdu leur signification première. Toutefois, la nomination de leur titulaire se faisait de façon différente. Les fonctions se faisaient par délivrance d’un acte de nomination (διά λόγου), alors que les titres étaient conférés par l’octroi d’insignes (διά βραβειών – le sens premier du mot « brevet »). D’après le Klētorologion de Philothée, qui classe les titres selon dix-huit degrés de préséance, les insignes d’un curopalate étaient une tunique, un manteau et une ceinture de couleur rouge. Ils étaient remis au titulaire en même temps que son brevet directement des mains du basileus,.

## Principaux titulaires
- Justin II, sous son oncle l’empereur Justinien Ier[18].
- Baduaire, sous son beau-père, l’empereur Justin II[19].
- Pierre, frère de l’empereur Maurice (emp. 582-602)[18].
- Domentziolus, neveu de l’empereur Phocas (emp. 602-610)[18].
- Théodore, frère de l’empereur Héraclius (emp. 610-641)[18],[4].
- Artabasde, sous l’empereur Léon III (emp. 717-741)[18].
- Michel Rhangabé, gendre de l’empereur Nicéphore Ier (emp. 802-811)[18].
- Bardas, oncle et régent de fait pour l’empereur Michel III (emp. 842-867)[18].
- Léon Phocas, général et frère de l’empereur Nicéphore II, domestique d’Occident (emp. 963-969)[18],[20].